# General Comprehensive Operating System
General Comprehensive Operating System (GCOS) bezeichnet eine Familie von Betriebssystemen, die für den Einsatz auf Mainframes ursprünglich als GECOS von der amerikanischen Firma General Electric programmiert und später von Honeywell weiterentwickelt wurde. Heutzutage verwenden nur noch wenige Systeme diese Software. Im Einsatz sind sie hauptsächlich wegen des Gebrauchs alter Software, die normalerweise in GMAP-Assembler, Cobol, Fortran oder ALGOL geschrieben wurden.
Die zwei Entwicklungszweige GCOS-7 und GCOS-8 laufen heutzutage auf Mainframes des Herstellers Bull Computer.

## Geschichte
Nachdem Honeywell im Jahr 1970 die Computersparte von General Electric übernommen hatte, wurde das aktuelle GECOS-III in GCOS-3 umbenannt. GCOS-3, später auch GCOS-7 und GCOS-8, unterstützte eine auf CODASYL basierende Datenbank IDS, welche als Model für das erfolgreichere ISMS stand.